# Andžs Flaksis
Andžs Flaksis (Priekule, Letonia, 18 de marzo de 1991) es un ciclista letón miembro del equipo Miami Nights. Debutó como profesional en 2012 con el equipo Chipotle-First Solar Development Team.

## Palmarés
2011
- Scandinavian Race

2012
- Riga Grand Prix
- 2.º en el Campeonato de Letonia en Ruta

2014
- 3.º en el Campeonato de Letonia Contrarreloj

2017
- Tour de Beauce[1]

2018
- 3.º en el Campeonato de Letonia en Ruta

2019
- 3.º en el Campeonato de Letonia en Ruta

2021
- 2.º en el Campeonato de Letonia en Ruta

2022
- 2.º en el Campeonato de Letonia en Ruta